# Surpluswinst
Surpluswinst, economische winst of economische rente is het verschil tussen de opbrengsten van een activiteit en de opportuniteitskosten, ofwel een vergoeding voor een productiefactor die hoger is dan nodig om deze in voldoende mate te produceren. Hiermee onderscheidt het begrip zich van het bedrijfseconomische winstbegrip waarbij de werkelijke kosten, volgens de bedrijfseconomische winstbepalingsregels, worden gehanteerd. 
Een normale winst is een vergoeding voor het gebruik van kapitaal, de kapitaalkosten. Een hogere winst kan meerdere oorzaken hebben. Er wordt wel onderscheid gemaakt tussen:
- Ricardiaanse rente kan voortkomen uit het aanwenden van schaarse middelen als land, natuurlijke hulpbronnen of patenten;
- monopolierente kan optreden bij overheidsbescherming of samenspel;
- entrepreneursrente of Schumpeteriaanse rente is een risicopremie, een vergoeding voor het nemen van een risico;
- quasi-rente, ook wel Pareto of Marshalliaanse rente, is een voordeel dat kan ontstaan door productdifferentiatie.

Bij de economische winst worden de opbrengsten van een activiteit vergeleken met de opbrengsten die dezelfde persoon in dezelfde tijd had kunnen behalen met een andere activiteit; de kosten-component bestaat hier derhalve uit hetgeen de persoon had kunnen verdienen met de lucratiefste alternatieve activiteit.

## Economische winst op lange termijn
Bij perfecte concurrentie bestaan er op de lange termijn geen economische winsten; geen persoon heeft een prikkel om een andere activiteit te starten of zijn huidige activiteit te beëindigen.

## Belasting op economische winst
Een belasting op de economische winst kan niet worden doorgerekend aan anderen en wordt derhalve volledig gedragen door de eigenaren van een bedrijf. Bovendien verstoort een belasting op economische winst economische keuzes niet, daar dezelfde strategie die de bruto economische winst maximaliseert ook de netto economische winst maximaliseert. Doordat de economische winst van een bedrijf echter moeilijk te bepalen is, is een dergelijke belasting lastig in de praktijk te brengen.